# Samsung Galaxy Note 20

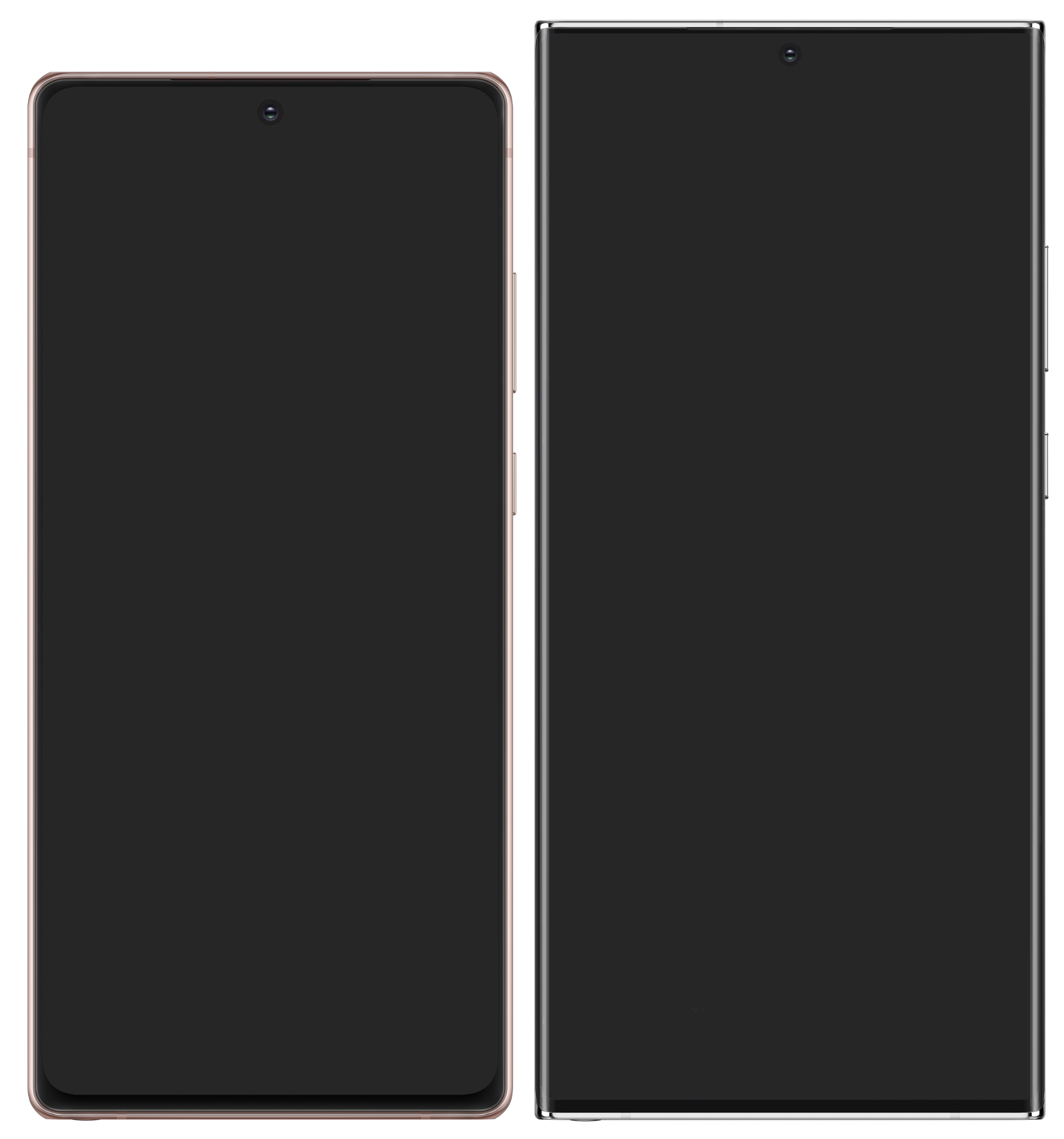

Samsung Galaxy Note 20 и Galaxy Note 20 Ultra (стилизованные и продаваемые как Samsung Galaxy Note20 и Galaxy Note20 Ultra) — это фаблеты на базе Android, разработанные, произведенные и продаваемые Samsung Electronics в рамках серии Samsung Galaxy Note, пришедшие на смену Samsung Galaxy Note 10-серии. Фаблеты были анонсированы 5 августа 2020 года вместе с Samsung Galaxy Z Fold 2, Galaxy Watch 3, Galaxy Buds Live и Samsung Galaxy Tab S7 во время мероприятия Samsung Unpacked.
Из-за ограничений пандемии COVID-19 на публичные и общественные собрания линейка Note 20 была представлена виртуально в отделе новостей Samsung в Южной Корее. На мероприятии Samsung объявила, что смартфоны включают поддержку подключения 5G, что позволяет использовать мобильные соединения с более высокой пропускной способностью и меньшей задержкой там, где доступно покрытие сети 5G. S-Pen Galaxy Note 20 имеет до 4 раза лучшую задержку, чем у предыдущих поколений. Mystic Green, Mystic Bronze и Mystic Grey — варианты цвета Note 20, а Mystic Bronze, Mystic Black и Mystic White — варианты цвета Note 20 Ultra. В отличие от своего предшественника, в линейке Note 20 нет модели «+».
Серия Galaxy Note 20 также включает ряд новых программных функций, в том числе оптимизацию производительности для мобильных игр, беспроводную синхронизацию с настольными и портативными ПК, а также улучшенные функции DeX для удаленного подключения к совместимым устройствам.

## Дизайн
Серия Galaxy Note 20 имеет дизайн, аналогичный Galaxy Note 10 и Galaxy S20, с дисплеем Infinity-O (впервые представленным на Galaxy S10) с круглым отверстием в центре вверху для фронтальной селфи-камеры. Массив задней камеры расположен в углу с прямоугольным выступом, как у Galaxy S20, и содержит три камеры.
В отличие от своих предшественников, Note 20 Ultra — это первый телефон Samsung, в котором в качестве материала корпуса используется нержавеющая сталь, в то время как в обычном Note 20 используется более классический анодированный алюминий. Note 20 использует стекло Gorilla Glass 5 для экрана; задняя панель выполнена из армированного поликарбоната, чего не было в телефонах серии Note со времен Note 4 и Note Edge. Экран Note 20 Ultra защищен стеклом Gorilla Glass Victus. Глобальные варианты цвета: Mystic Bronze, Mystic Grey, Mystic Green, Mystic Black и Mystic White. Кроме того, варианты цвета Mystic Green, Mystic Bronze и Mystic Grey на Note 20 имеют матовое покрытие, тогда как только Mystic Bronze на Note 20 Ultra имеет матовое покрытие. Mystic Bronze доступен для обеих моделей, тогда как Mystic Grey и Mystic Green ограничены Note 20; Mystic Black и Mystic Crush White ограничены Note 20 Ultra. Для Note 20 Aura Red является эксклюзивной для SK Telecom с 256 ГБ памяти и заменяет Mystic Green в Южной Корее; Prism Blue будет продаваться в Индии.

## Аппаратное обеспечение

### Чипсеты
Линейка Galaxy Note 20 состоит из двух моделей с различными аппаратными характеристиками; Международные модели Note 20 используют систему на кристалле Exynos 990, а модели для США, Кореи и Китая используют Qualcomm Snapdragon 865+. Обе SoC основаны на техпроцессе 7 нм. Чипсет Exynos поставляется с графическим процессором Mali-G77 MP11, тогда как чипсет Snapdragon поставляется с графическим процессором Adreno 650.

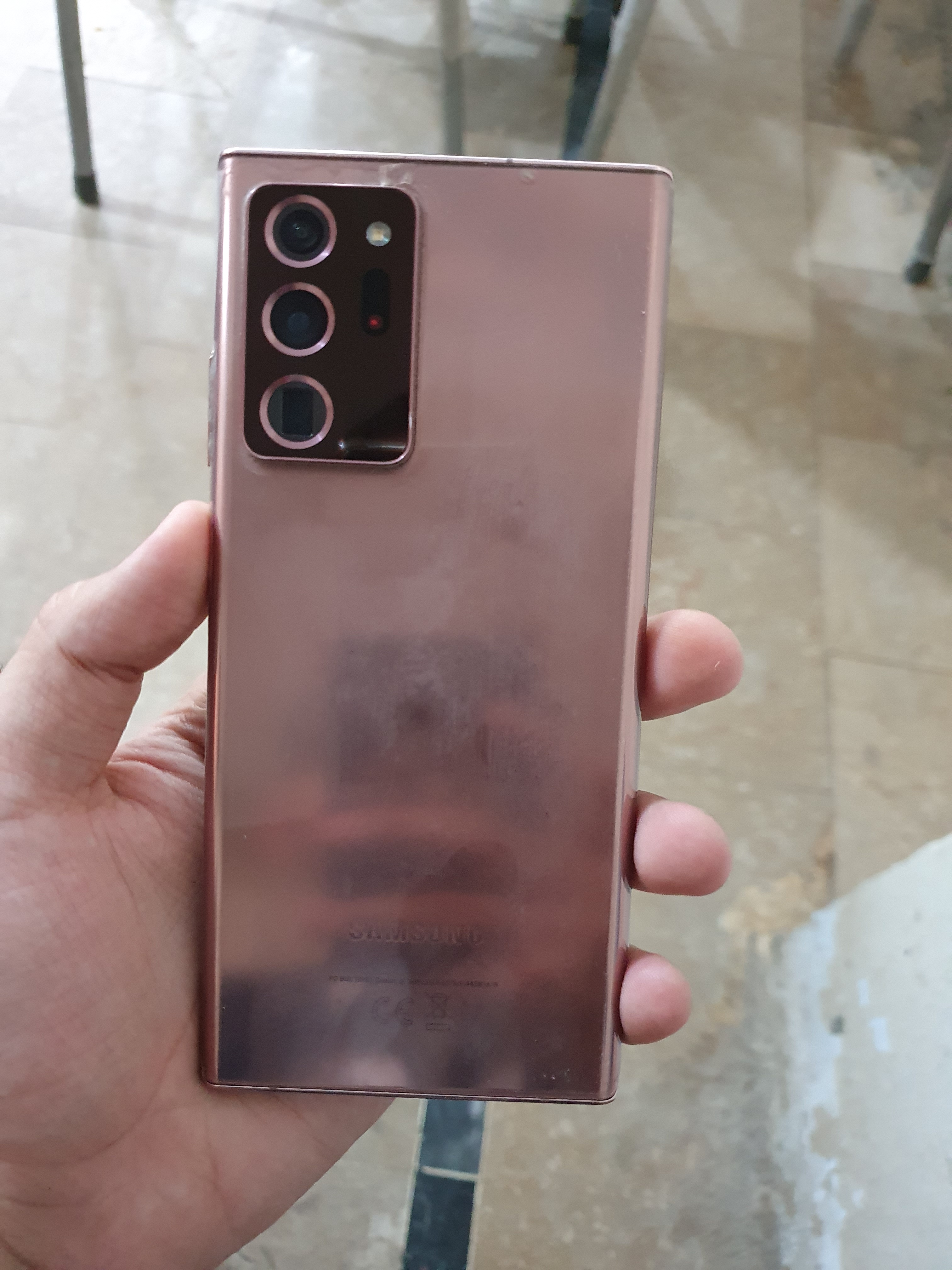
Вид сзади

### Экран
Galaxy Note 20 не имеет изогнутого дисплея, как у Note 20 Ultra. Note 20 и Note 20 Ultra оснащены 6,7-дюймовым дисплеем с разрешением 1080p и 6,9-дюймовым дисплеем с разрешением 1440p соответственно. Оба используют AMOLED с поддержкой HDR10+ и технологией «динамического отображения тонов», продаваемой как Super AMOLED Plus для Note 20 и Dynamic AMOLED 2X для Note 20 Ultra. Note 20 имеет фиксированную частоту обновления 60 Гц, однако Note 20 Ultra предлагает переменную частоту обновления 120 Гц. У настроек есть два варианта: 60 Гц и адаптивный, последний из которых использует переменную частоту обновления, которая может регулироваться в зависимости от отображаемого контента, что обеспечивается более энергоэффективной объединительной платой LTPO. В отличие от серии S20, дисплей будет работать на частоте 120 Гц независимо от уровня заряда батареи устройства и может выдерживать несколько более высокие температуры перед переключением на 60 Гц. Адаптивный режим ограничен разрешением FHD, поэтому пользователям необходимо переключиться в режим 60 Гц, чтобы включить разрешение QHD. В обеих моделях используется ультразвуковой датчик отпечатков пальцев, встроенный в экран.

### Хранилище
Базовый объем оперативной памяти составляет 8 ГБ в сочетании со 128 или 256 ГБ встроенной памяти.Note 20 Ultra имеет 12 ГБ ОЗУ и 512 ГБ внутренней памяти, а также до 1 ТБ расширяемой памяти через слот для карт памяти microSD.

### Батареи
В Note 20 и Note 20 Ultra используются несъемные литий-ионные аккумуляторы емкостью 4300 мАч и 4500 мАч соответственно.
Поддерживается индуктивная зарядка Qi, а также возможность заряжать другие Qi-совместимые устройства от собственного аккумулятора Note 20, который имеет торговую марку «Samsung PowerShare»; проводная зарядка поддерживается через USB-C мощностью до 25 Вт.

### Связь
Оба поставляются со стандартным подключением 5G, хотя в некоторых регионах могут быть специальные варианты LTE или только ниже 6 ГГц, и в обоих отсутствует аудиоразъем.
Он поддерживает технологии NFC, eSIM и сверхширокополосной связи.
14 апреля 2021 года Galaxy Note20 Ultra 5G T-Mobile обновил программное обеспечение для поддержки eSIM и двух SIM-карт (DSDS). Другие операторы по-прежнему не поддерживают эти две функции, хотя Galaxy Note20 Ultra уже поддерживает eSIM из коробки.

### Камеры[17]
Note 20 имеет такие же характеристики камеры, как у Samsung Galaxy S20, которые включают широкоугольный датчик 12 МП с диафрагмой f/1,8, телеобъектив 64 МП с диафрагмой f/2,0 и сверхширокий датчик 12 МП с эквивалентным фокусным расстоянием 12 мм. Телеобъектив поддерживает 3-кратный гибридный оптический зум и 10-кратный цифровой зум, что в совокупности обеспечивает 30-кратный гибридный зум.
Note 20 Ultra имеет более продвинутую настройку камеры, чем его аналог, включая широкоугольный датчик 108 МП, телеобъектив 12 МП «перископ», телеобъектив и сверхширокий сенсор на 12 МП. Телеобъектив имеет фокусное расстояние 120 мм (эквивалент 35 мм), что соответствует 5-кратному оптическому зуму и обеспечивает 50-кратный гибридный зум (с помощью цифрового зума). Лазерный автофокус отличается от Galaxy S20 Ultra.

### S-Pen
S-Pen имеет лучшую задержку: 26 мс на Note 20 и 9 мс на Note 20 Ultra, по сравнению с 42 мс на Note 10 и Note 10+. Кроме того, он получает пять новых жестов Air, которые работают через пользовательский интерфейс, используя акселерометры и гироскоп, а также «прогнозирование точек на основе AI». Срок службы батареи также был увеличен с 10 до 24 часов.

### Аксессуары
Наушники входят в комплект поставки в некоторых странах, таких как Великобритания, но не входят в комплект поставки в других, например в США.

### Программное обеспечение
Устройства поставлялись с Android 10 и One UI 2.5. Бета-тест для Android 11 был выпущен позже в этом году. Android 11 с One UI 3.0 был разослан OTA (по беспроводной сети) на большинство устройств Note 20 и Note 20 Ultra с января 2021 года.
Galaxy Note 20 и Note 20 Ultra позже получили обновление до Android 12 с One UI 4.0. Бета-версии были выпущены для двух версий телефонов.
В октябре 2022 года для Galaxy Note20 и Note20 Ultra стала доступна бета-версия до One UI 5.0с Android 13.
В сентябре 2023 года для Galaxy Note20 и Note20 Ultra было выпущено последнее крупное обновление ПО в виде One UI 5.1.1

#### Поддержка программного обеспечения
18 августа 2020 г. было объявлено, что серия Note 20 вместе с рядом других устройств Samsung Galaxy получит три поколения поддержки обновлений программного обеспечения Android.

### Xbox Game Pass
Samsung заключила партнерское соглашение с Xbox, чтобы предлагать игры для Xbox на Note 20. На некоторых рынках Galaxy Note 20 предлагался с трехмесячным бесплатным игровым абонементом Xbox вместе с геймпадом Xbox. В игры для Xbox можно играть с телефона на телевизоре. На Note 20 можно играть более чем в 90 игр для Xbox.

## Приём
Samsung Galaxy Note 20 получил в основном смешанные отзывы. Обзоры с различных технологических веб-сайтов, таких как TechRadar и The Verge, хвалили серию Note 20 за переработанный S-Pen и производительность камеры. Однако базовый Note 20 подвергся сильной критике за дисплей более низкого качества и пластиковую заднюю панель, несмотря на высокую стартовую цену. В статье для TechRadar Джеймс Пекхэм сказал в своем вердикте: «Galaxy Note 20 — это новый смартфон Samsung 2020 года со стилусом начального уровня, но он не кажется особенно захватывающим для обычной толпы любителей серии Note. Система охлаждения, представленная в Galaxy Note 10, также была удалена из вариантов Snapdragon серии Note 20.